# Jan Bos (patinador)
Jan Bos (Hierden, 29 de marzo de 1975) es un deportista neerlandés que compitió en patinaje de velocidad sobre hielo. Su hermano Theo compitió en ciclismo en pista.
Participó en cuatro Juegos Olímpicos de Invierno, entre los años 1998 y 2010, obteniendo dos medallas de plata: en Nagano 1998 y en Salt Lake City 2002, ambas en la prueba de 1000 m.
Ganó cinco medallas en el Campeonato Mundial de Patinaje de Velocidad sobre Hielo en Distancia Individual entre los años 1997 y 2005, y tres medallas en el Campeonato Mundial de Patinaje de Velocidad sobre Hielo en Distancia Corta entre los años 1998 y 2006.

## Palmarés internacional
| Juegos Olímpicos                           | Juegos Olímpicos                | Juegos Olímpicos  | Juegos Olímpicos      |
| Año                                        | Lugar                           | Medalla           | Prueba                |
| ------------------------------------------ | ------------------------------- | ----------------- | --------------------- |
| 1998                                       | Nagano (Japón)                  | Medalla de plata  | 1000 m                |
| 2002                                       | Salt Lake City (Estados Unidos) | Medalla de plata  | 1000 m                |
| Campeonato Mundial en Distancia Individual |                                 |                   |                       |
| Año                                        | Lugar                           | Medalla           | Prueba                |
| 1997                                       | Varsovia (Polonia)              | Medalla de plata  | 1000 m                |
| 1999                                       | Heerenveen (Países Bajos)       | Medalla de oro    | 1000 m                |
| 2000                                       | Nagano (Japón)                  | Medalla de plata  | 1000 m                |
| 2000                                       | Nagano (Japón)                  | Medalla de bronce | 1500 m                |
| 2005                                       | Inzell (Alemania)               | Medalla de plata  | 1000 m                |
| Campeonato Mundial en Distancia Corta      |                                 |                   |                       |
| Año                                        | Lugar                           | Medalla           | Prueba                |
| 1998                                       | Berlín (Alemania)               | Medalla de oro    | Clasificación general |
| 1999                                       | Calgary (Canadá)                | Medalla de plata  | Clasificación general |
| 2006                                       | Heerenveen (Países Bajos)       | Medalla de bronce | Clasificación general |